# SFZ (formato di file)
SFZ è un semplice formato di file di testo che memorizza i dati di strumenti musicali per sintetizzatori software. Il formato SFZ è stato sviluppato da René Ceballos, fondatore della RGC Audio, acquisita in seguito da Cakewalk.
SFZ è un formato esente da royalty e può essere utilizzato dagli sviluppatori di software per scopi sia gratuiti che commerciali. 
Il formato SFZ è ampiamente accettato come standard aperto per definire il comportamento di uno strumento musicale partendo da una serie di registrazioni sonore.
Formati di file simili sono i formati proprietari .nki, .nkm dell'applicazione Kontakt della Native Instruments.

Un semplice esempio:
```
<
group
>

lovel
=
0

hivel
=
127

<
region
>
 
trigger
=
attack
  
pitch_keycenter
=
60
 
lokey
=
30
 
hikey
=
61
 
sample
=
SubDir
/
01
C4
.
wav

<
region
>
 
trigger
=
attack
  
pitch_keycenter
=
62
 
lokey
=
62
 
hikey
=
63
 
sample
=
SubDir
/
02
D4
.
wav

<
region
>
 
trigger
=
attack
  
pitch_keycenter
=
64
 
lokey
=
64
 
hikey
=
64
 
sample
=
SubDir
/
03
E4
.
wav

<
region
>
 
trigger
=
attack
  
pitch_keycenter
=
65
 
lokey
=
65
 
hikey
=
66
 
sample
=
SubDir
/
04
F4
.
wav

<
region
>
 
trigger
=
attack
  
pitch_keycenter
=
67
 
lokey
=
67
 
hikey
=
68
 
sample
=
SubDir
/
05
G4
.
wav

<
region
>
 
trigger
=
attack
  
pitch_keycenter
=
69
 
lokey
=
69
 
hikey
=
70
 
sample
=
SubDir
/
06
A4
.
wav

<
region
>
 
trigger
=
attack
  
pitch_keycenter
=
71
 
lokey
=
71
 
hikey
=
71
 
sample
=
SubDir
/
07
B4
.
wav

<
region
>
 
trigger
=
attack
  
pitch_keycenter
=
72
 
lokey
=
72
 
hikey
=
73
 
sample
=
SubDir
/
08
C5
.
wav

<
region
>
 
trigger
=
attack
  
pitch_keycenter
=
74
 
lokey
=
74
 
hikey
=
75
 
sample
=
SubDir
/
09
D5
.
wav

<
region
>
 
trigger
=
attack
  
pitch_keycenter
=
76
 
lokey
=
76
 
hikey
=
108
 
sample
=
SubDir
/
10E5
.
wav

```

Il formato SFZ non è gestito da una singola azienda o gruppo e le funzionalità supportate possono variare tra i vari sintetizzatori software. La pagina ufficiale sul sito web di Cakewalk non è più disponibile, tuttavia le descrizioni degli opcode SFZ sono disponibili su vari siti Web.
Esistono applicazioni che forniscono una interfaccia grafica per la creazione di file SFZ come alternativa alla modifica manuale del testo.